# Santa Rita Arriba
Santa Rita Arriba is een plaats (lugar poblado) in de gemeente (distrito) Colón (provincie Colón) in Panama. In 2010 was het inwoneraantal 34. 